# 忍者ネギ蔵
「忍者ネギ蔵」（にんじゃネギぞう）は、アルベルト城間（ディアマンテス）による日本の楽曲。
NHKの『みんなのうた』で、2010年2月 - 3月に初放送。

## 概要
忍刀の代わりに長ネギを背負った忍者ネギ蔵が、困った子供を助けるために大活躍する姿を描いたラテン音楽風の楽曲。
歌唱は日系ペルー3世であり、ラテンバンド「ディアマンテス」のボーカルでもあるアルベルト城間が担当し、振り付けは真間稜が担当。
『みんなのうた』の放送で使用されたアニメーションの映像は、堀口忠彦が別名の「とこいった」名義で制作を手掛けた。
元『みんなのうた』プロデューサーの川崎龍彦は、本曲の企画を進めた2つの決め手として歌詞の「忍者ネギ蔵　ネギしょって参上」のフレーズが魅力的であったことと、パンチの利いた本格派のラテン音楽を視聴者に聞いて欲しかったということを述べている。

## 収録
2010年2月17日にシングルCD＋DVDとして日本クラウンから発売されている。
CD
1. 忍者ネギ蔵（みんなのうたver.）
2. 忍者ネギ蔵（フルver.）
3. 忍者ネギ蔵（みんなのうたver.）（カラオケ）
4. 忍者ネギ蔵（フルver.）（カラオケ）

DVD
1. 忍者ネギ蔵（みんなのうたver.）

## その他
- 曲の中で歌われている、ネギを食べることで体が温まる効果は、ネギの白い部分に多く含まれるアリシンの効能である。
- 同じく曲の中でネギでお化け退治をしているが、日本古来からネギの臭気には魔除けの効果があると言われている。（擬宝珠など）